# Ungureni (okręg Gorj)
Ungureni – wieś w Rumunii, w okręgu Gorj, w gminie Dănești. W 2011 roku liczyła 330 mieszkańców.